# Eilema voeltzkowi
Eilema voeltzkowi là một loài bướm đêm thuộc phân họ Arctiinae, họ Erebidae.